# Gerd Müller
Gerhard „Gerd“ Müller (* 3. November 1945 in Nördlingen; † 15. August 2021 in Wolfratshausen) war ein deutscher Fußballspieler.
Mit 365 Toren in 427 Partien ist der als „Bomber der Nation“ bezeichnete Müller Rekordtorschütze der Fußball-Bundesliga und gilt aufgrund seiner außergewöhnlichen Körperbeherrschung und Fähigkeit zur Antizipation als einer der besten Stürmer aller Zeiten. 1970 wurde er mit dem Ballon d’Or als „Europas Fußballer des Jahres“ ausgezeichnet.
Als Spieler des FC Bayern München (1964 bis 1979) gewann Müller vier deutsche Meisterschaften, viermal den DFB-Pokal, dreimal den Europapokal der Landesmeister, einmal den Europapokal der Pokalsieger sowie einmal den Weltpokal. Mit der deutschen Nationalmannschaft wurde er 1972 Europa- und 1974 Weltmeister. Im Verlauf seiner Karriere wurde Müller bei 18 unterschiedlichen Wettbewerben Torschützenkönig (u. a. siebenmal in der deutschen Bundesliga).
Nach dem Karriereende war er von 1992 bis 2014 als Co-Trainer im Trainerstab der zweiten Mannschaft des FC Bayern tätig.

## Jugend
Gerd Müller wurde 1945 im bayerisch-schwäbischen Nördlingen geboren. Er war das fünfte und jüngste Kind von Johann Heinrich Müller und dessen Ehefrau Christina Karoline Jung. Schon in jungen Jahren begann er, mit der Jugend von Nördlingen auf der Straße Fußball zu spielen, ehe ihn der hier ansässige Georg Münzinger, Mitglied der Jugendleitung des TSV 1861 Nördlingen, zu seinem Verein lotsen wollte. Aufgrund von Selbstzweifeln und seiner Schüchternheit soll sich Hadde, wie Müller in seiner Jugend oftmals gerufen wurde, nicht getraut haben, sich dem Verein anzuschließen.
Im August 1958 trat der mittlerweile zwölfjährige Müller auf Empfehlung Münzingers in die C-Jugend des TSV 1861 Nördlingen ein, nachdem ihn ein beim Verein bereits aktiver Freund zum Training mitgenommen hatte, und zeigte bereits als Jugendspieler Torjägerqualitäten. In der A-Jugend soll er während der Saison 1962/63 von insgesamt 204 Saisontoren 180 erzielt haben und wurde in die Jugendauswahl des Bayerischen Fußball-Verbands berufen.
Der aus einfachen Verhältnissen stammende Müller begann nach erfolgreichem Abschluss der Volksschule im Alter von 14 Jahren eine Weberlehre beim Nördlinger Unternehmen Wollspinnerei Busse GmbH & Co. Als er dort in den Schichtdienst wechseln sollte, bei dem er jede zweite Woche das Abendtraining verpasst hätte, trat er eine Stelle als Schweißer bei der Firma Bremshey an.
Müller freundete sich in seiner Jugend mit mehreren Mitgliedern der Nördlinger Familie Reinhardt an, die den Sinti angehörten.

## Vereinskarriere

### TSV 1861 Nördlingen
Am 27. April 1963 gab der 17-jährige Müller in der Partie gegen die TSG Augsburg 85 sein Debüt für die Herrenmannschaft des TSV (Bezirksliga Schwaben). In seiner ersten kompletten Saison (1963/64) hatte der bullige Mittelstürmer mit 47 Toren bei 28 Einsätzen erheblichen Anteil am Aufstieg des Vereins in die Landesliga.
Der Bundesligist TSV 1860 München wurde auf den Stürmer aufmerksam und wollte ihn für die kommende Saison verpflichten. Doch im Frühjahr 1964 erschien Walter Fembeck, Geschäftsführer des FC Bayern München, nur eine Stunde vor dem Kollegen der Sechziger bei den Müllers zu Hause, um ihm einen Vertrag anzubieten. Müller, der sich beim TSV 1860 kaum Chancen auf einen Stammplatz ausrechnete, gab schließlich den Bayern den Zuschlag. In der Wohnung von Vereinspräsident Wilhelm Neudecker unterschrieb er am 10. Juli 1964 einen Vierjahresvertrag und wechselte für die Ablösesumme von 4400 DM zum FC Bayern. Nebenher wurde Müller eine Anstellung als Halbtagskraft bei einem Münchner Möbelhändler vermittelt.

### FC Bayern München

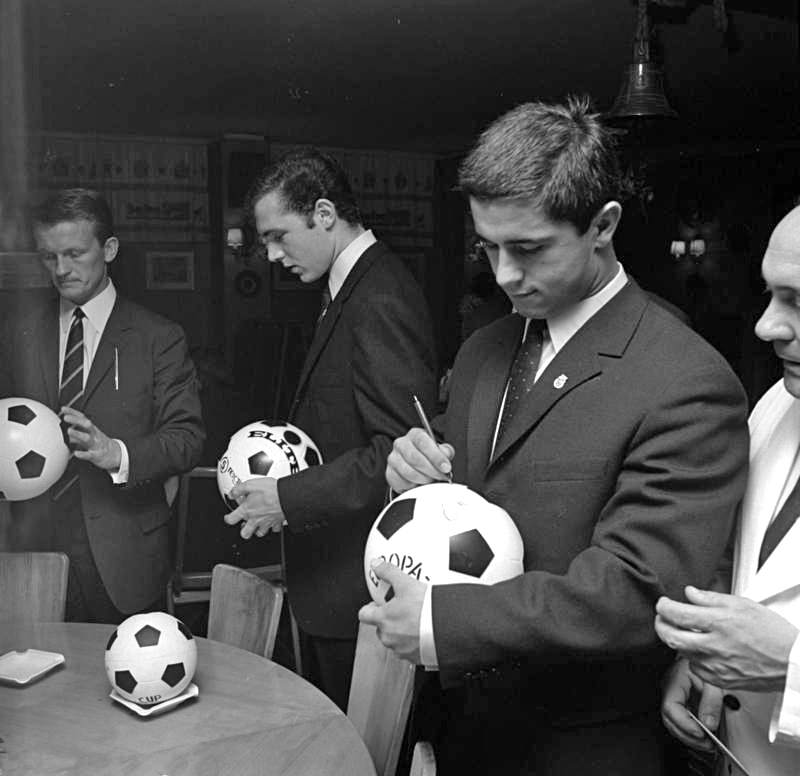
Gerd Müller (1967) beim Signieren von Fußbällen; im Hintergrund Franz Beckenbauer und Werner Olk

Bayern-Trainer Zlatko Čajkovski zeigte zunächst wenig Begeisterung für den jungen, gedrungenen Stürmer aus der schwäbischen Provinz: „Was soll isch mit dieses Junge, diese Figur, unmöglich“ und „Was soll ich mit einem Gewichtheber?“ Daher fand Müller zunächst keine Berücksichtigung für den Kader der Mannschaft, die selbstbewusst den Aufstieg von der Regionalliga Süd in die Bundesliga anstrebte. Erst auf Druck des Präsidenten wurde die Neuverpflichtung am 18. Oktober 1964 in der Partie beim Freiburger FC aufgestellt und erzielte beim 11:2-Sieg einen Treffer. Anschließend schaffte Müller als Halbstürmer den Sprung in die Stammformation und mit Spielern wie Werner Olk, Rainer Ohlhauser, Dieter Brenninger, Franz Beckenbauer oder Sepp Maier gelang den Bayern am Saisonende souverän der Aufstieg in die Bundesliga. Gerd Müller gelangen dabei 33 Treffer und 6 weitere Treffer in der Aufstiegsrunde.
Am 14. August 1965 bestritt Müller sein erstes Bundesligaspiel (0:1 gegen 1860 München) und erzielte 14 Tore bei 33 Einsätzen in seiner Bundesliga-Premierensaison. Die Bayern belegten am Saisonende den dritten Tabellenplatz und mit dem Sieg im DFB-Pokal (4:2-Sieg über den Meidericher SV) konnte man den ersten Titel seit neun Jahren gewinnen. Eine Besonderheit für Müller in seiner ersten Ligasaison war auch ein Einsatz als Torwart. Im Auswärtsspiel gegen den Hamburger SV am 20. Oktober 1965 ersetzte er für kurze Zeit den verletzten Torhüter Sepp Maier. In der Saison 1966/67 gelang Müller der endgültige Durchbruch: Mit 28 Treffern wurde er erstmals Bundesliga-Torschützenkönig (gemeinsam mit Lothar Emmerich) und erhielt die Auszeichnung als „Fußballer des Jahres“. Mit dem Gewinn des Europapokals der Pokalsieger 1967 errangen die Bayern ihren ersten internationalen Titel. Parallel zur persönlichen Entwicklung Müllers gelang dem FC Bayern unter Trainer Branko Zebec Ende der 1960er Jahre der Aufstieg zur Spitzenmannschaft, der mit dem Gewinn des Doubles aus Meisterschaft und Pokalsieg 1968/69 gekrönt wurde. Müller, der durch das harte Konditionstraining Zebecs sieben Kilo Körpergewicht verloren hatte, war der überragende Spieler und er wurde abermals Torschützenkönig (30 Spiele / 30 Tore) sowie zum zweiten Mal „Fußballer des Jahres“. Im Pokalfinale erzielte er beide Tore zum 2:1-Sieg über den FC Schalke 04. Am siebten Spieltag der Folgesaison erzielte Müller in seinem 136. Bundesligaspiel seine Tore 97 bis 100 dieser Spielklasse (4:1 gegen SV Werder Bremen). Er war nach Lothar Emmerich und Uwe Seeler erst der dritte Spieler, der diese Marke erreichte,  mit knapp 24 Jahren außerdem der bis dahin jüngste. Bis heute konnte nur Dieter Müller diese Marke jünger und mit weniger Spielen erreichen.
1968 versuchte sich Gerd Müller wie viele Sportler und Sportlerinnen zuvor als Schlagersänger und nahm die Platte Das gibt ein Schützenfest auf. Damit platzierte er sich für ein paar Wochen im Schlagerderby des Deutschlandfunks. Den Sprung in die offiziellen Charts schaffte er jedoch nicht.

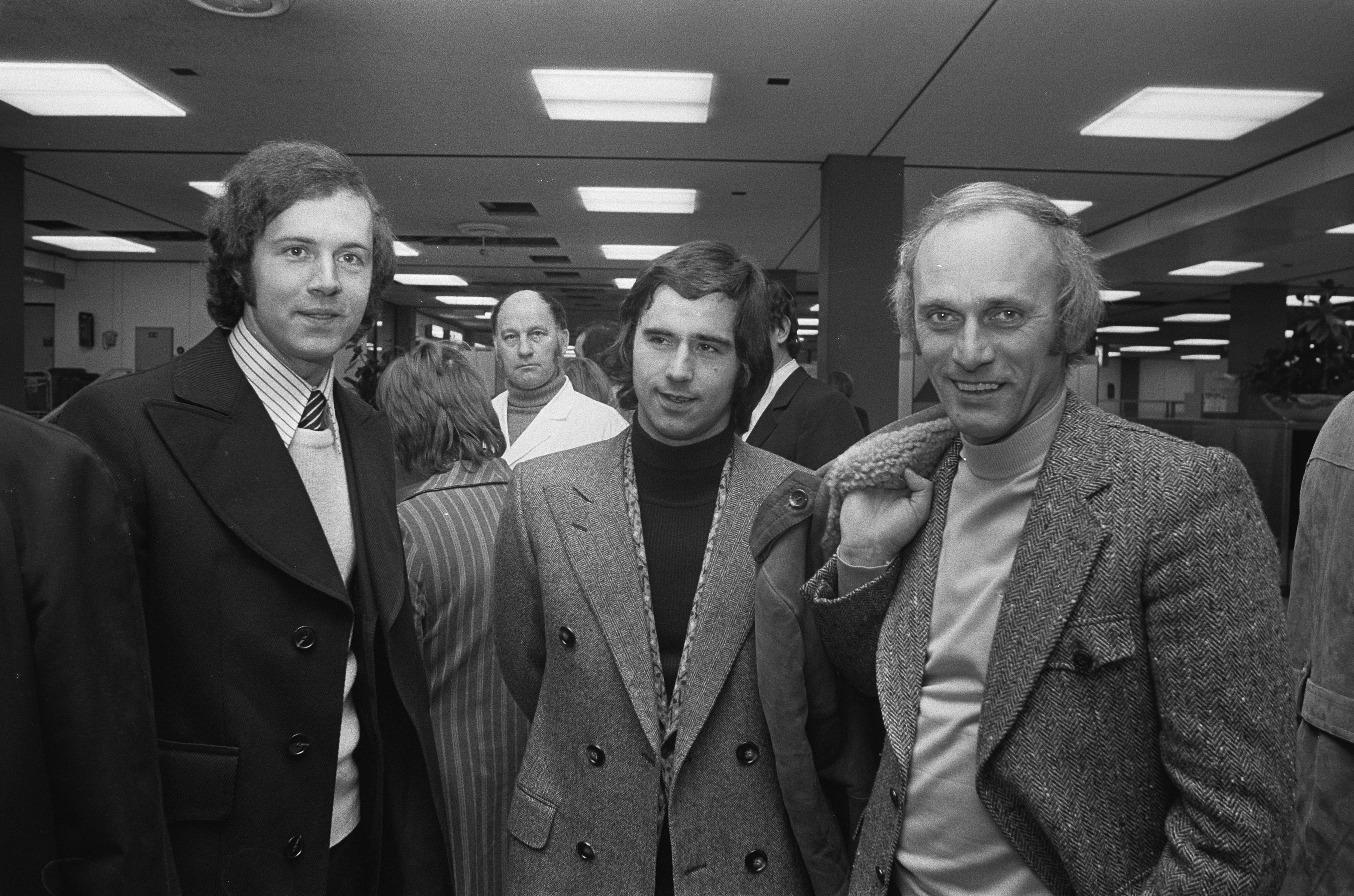
Gerd Müller (Mitte) mit Franz Beckenbauer (links) und Udo Lattek

Die Verpflichtung von Udo Lattek als neuem Trainer läutete zu Beginn der 1970er Jahre die bis dahin erfolgreichste Ära der Vereinsgeschichte des FC Bayern ein. Nach dem Gewinn des DFB-Pokals 1971 gewann die Mannschaft zwischen 1972 und 1974 drei Meisterschaften in Folge. Trotz talentierter Neuzugänge wie Uli Hoeneß, Paul Breitner und Rainer Zobel war die Achse Maier-Beckenbauer-Müller zentrales Gerüst der Erfolgsmannschaft. Gerd Müller war ein Weltklassestürmer, der in der Saison 1971/72 40 Bundesligatore erzielte, eine Bestmarke, die 49 Jahre Bestand hatte und erst in der Saison 2020/21 von Robert Lewandowski, ebenfalls in Diensten des FC Bayern München, um ein Tor überboten wurde. Im Juli 1973 versuchte der FC Barcelona Gerd Müller zu verpflichten. Der Verein bot dem FC Bayern drei Millionen Mark Ablöse und dem Spieler die gleiche Summe als Gehalt. Der Wechsel scheiterte aber, weil der DFB Gerd Müller eine Sperre für die WM 1974 androhte. Daraufhin verzichtete Gerd Müller auf einen Wechsel, schrieb aber in einem offenen Brief: „Ich respektiere die Entscheidung des DFB. Meine persönliche Meinung dazu ist, daß ich entsprechend des [sic!] deutschen Grundgesetzes den Standpunkt vertrete, daß jeder Mensch in der Bundesrepublik das Recht der freien Berufswahl hat.“ Doch sein Verbleib sollte ihm nicht schaden. Dem nationalen Titel-Hattrick folgte nämlich der dreifache Gewinn des Europapokals der Landesmeister (1974, 1975, 1976) und des Weltpokals 1976.
Doch nach dreizehn Titelgewinnen in zehn Jahren neigte sich Ende der 1970er Jahre die große Zeit des FC Bayern ihrem Ende zu. Man hatte nicht mehr die Spitzenmannschaft vergangener Jahre und rutschte ins Mittelfeld der Bundesliga ab. Nach dem Abgang Beckenbauers in die USA wurde Müller vor Beginn der Saison 1977/78 dessen Nachfolger als Bayern-Kapitän und mit 24 Toren zwar zum siebten Mal Torschützenkönig (gemeinsam mit Dieter Müller), allerdings hatte der „Bomber der Nation“ aufgrund eines Bandscheibenvorfalls immer wieder mit Verletzungsproblemen zu kämpfen. Bereits in vorherigen Jahren hatten ihn mehrmals Verletzungen zurückgeworfen, darunter ein Handbruch im Jahr 1968, ein Wadenbeinbruch 1973 und ein Oberschenkel-Muskelriss 1975.
Am 3. Februar 1979 wurde Gerd Müller während der 1:2-Auswärtsniederlage bei Eintracht Frankfurt erstmals in seiner Karriere aus sportlichen Gründen vorzeitig ausgewechselt, was zum endgültigen Zerwürfnis mit Trainer Pál Csernai führte. Die Auswechslung sei aber am Ende nicht entscheidend gewesen, so Müller im Februar 1979, „all die anderen Dinge wiegen viel schwerer – und alles zusammen war einfach zuviel für mich“, sagte er. Müller, der dem Vorstand seinen Abschied zum Saisonende bereits angekündigt hatte, bat schriftlich um die Auflösung seines Vertrags und kündigte sein Karriereende an. Am 25. Februar wurde der Vertrag zwischen Spieler und Verein einvernehmlich aufgelöst. Somit war die Partie gegen Borussia Dortmund (4:0) am 10. Februar 1979 das letzte Bundesligaspiel Müllers. Sein letztes Tor hatte er am 18. November 1978 bei der 1:2-Niederlage gegen den 1. FC Kaiserslautern erzielt.
Erst für den 20. September 1983 wurde im Münchner Olympiastadion ein Abschiedsspiel zwischen dem FC Bayern und der deutschen Nationalmannschaft organisiert.

### Der Wechsel nach Florida
Nachdem Müller noch im Vormonat einen Wechsel in die Vereinigten Staaten strikt abgelehnt hatte („Ich habe früher schon gesagt, daß ich nie in die USA gehen werde – und daran hat sich auch nichts geändert.“) und das Vorhaben bekräftigte, seine Laufbahn zu beenden, unterzeichnete er im März 1979 einen gut dotierten Vertrag mit einer Laufzeit von zweieinhalb Jahren bei den Fort Lauderdale Strikers aus der nordamerikanischen Profiliga NASL, in der Ende der 1970er Jahre zahlreiche europäische und südamerikanische Altstars spielten (u. a. Pelé, Franz Beckenbauer, George Best, Giorgio Chinaglia, Teófilo Cubillas, Carlos Alberto). Der Vertrag umfasste neben einem Gehalt von damals 800.000 US-Dollar (inflationsbereinigt 2020: ca. 2,85 Millionen US-Dollar) auch ein Apartment und ein Auto, das vom Fußball-Franchise gestellt wurde. Hinzu kam auch noch ein Werbevertrag mit der New Yorker Agentur People and Properties, Inc., der jedoch erst in Kraft treten sollte, wenn Müller eine bestimmte Anzahl von Toren vorweisen konnte. Der Wechsel zu den Strikers wurde vom New Yorker Anwalt und Unternehmensberater Detlef G. Lehnhardt, der Geschäftskontakte nach München unterhielt, vorbereitet; die Verhandlungen wurden bereits im Januar 1979 abgeschlossen. Erste Kontakte in die Vereinigten Staaten wurden durch Franz Beckenbauer bzw. dessen Manager Robert Schwan vermittelt, nachdem Müller Anfang des Jahres 1979 gegenüber Beckenbauer seinen Unmut über seine damalige Situation bei den Bayern kundgetan hatte. Nach der Rückennummer 9 beim FC Bayern München und der Nummer 13 in der Nationalmannschaft erhielt Müller in Fort Lauderdale die Nummer 15, wurde aber auf den ersten offiziellen Pressefotos mit der Nummer 9 präsentiert.
Basierend auf einer Vereinbarung mit dem Franchise startete Müller nicht in den im März 1979 beginnenden Spielbetrieb der NASL 1979, sondern sollte erst Ende April sein Debüt in der höchsten Fußballliga Nordamerikas geben. Vor der Abreise nach Florida hielt sich Müller mit Individualtraining sowie zwei Mal in der Woche mit Mannschaftstraining beim Amateurklub MTV München 1879, dessen Tennisabteilung er auch angehörte, fit. Ohne Englischkenntnisse – seine Frau Uschi hatte in den Wochen vor der Abreise an der Berlitz-Sprachschule München Englisch gelernt – trat Müller daraufhin zusammen mit seiner Ehefrau seine Reise in die Vereinigten Staaten an. Erst einmal – bei einer dreiwöchigen Tour des FC Bayern München im Sommer 1966 – war er davor in den Vereinigten Staaten gewesen. Die deutschen Medien spotteten in dieser Zeit über den Wechsel des einstigen Bombers in die USA. Die ersten Wochen in Florida lebte das Ehepaar in einem Hotel, ehe das zugesicherte Haus mit einem Wert von 30.000 US-Dollar (inflationsbereinigt 2020: rund 107.000 US-Dollar) bezugsfertig wurde. Anfänglich wurden die beiden auch von drei Boulevardreportern aus München (Raimund Hinko, Uewe Fajga, Bernd Hildebrandt) begleitet, die in ihrer Heimat von den ersten Schritten Müllers im neuen Land berichten sollten. Von Beau Rogers, dem General Manager des Franchises, wurde Müller als „genau der Mann, den die Fort Lauderdale Strikers brauchen, um die Meisterschaft zu gewinnen“ bezeichnet, womit er auch öffentlich einen gewissen Druck auf den 33-jährigen Torjäger ausübte.

### Offensivgefährlichster Spieler der Fort Lauderdale Strikers
In der Mannschaft von Elizabeth Lyle Robbie, der Alleineigentümerin des Franchises und Ehefrau von Joe Robbie, dem damaligen Besitzer der Miami Dolphins aus der National Football League, trat Müller an der Seite zahlreicher weiterer Starspieler in Erscheinung. Vor allem mit dem Nordiren George Best, über dessen Eifersucht und Neid auf Müller in den deutschen Medien zu dieser Zeit berichtet wurde, erhielt der Bomber einen Intimfeind innerhalb der Mannschaft. Sein erstes Pflichtspiel absolvierte Müller unter dem englischen Trainer Ron Newman, der sich in diesem Jahr – mittlerweile 45-jährig – selbst noch einmal in der Liga einsetzen sollte, am 28. April 1979 bei einer 1:2-Niederlage gegen die Tampa Bay Rowdies im Lockhart Stadium. Nachdem er auch bei der nachfolgenden 1:2-Niederlage gegen Philadelphia Fury eine Woche später noch nicht getroffen hatte, konnte sich Müller erst in seinem dritten Meisterschaftseinsatz, bei einem 4:0-Heimerfolg über Toronto Blizzard am 12. Mai 1979, als Torschütze eintragen. Noch in den ersten Trainingseinheiten in Florida hatte er dem Trainer, der ihn über die Flügel spielen lassen wollte, über den als Dolmetscher fungierenden Reporter Uli Köhler vom Bayerischen Rundfunk mitteilen lassen, dass er in seiner bisherigen Karriere noch nie über die Flügel gespielt hätte, woraufhin ihn Newman ausschließlich als Mittelstürmer einsetzte. Den vom Trainer geforderten Cooper-Test, den Müller ebenso ablehnte, musste er jedoch weiterhin durchführen.
Nachdem nach einigen absolvierten Partien die Taktik zugunsten von Müller umgestellt wurde – statt der hohen Bälle wurde auf Müllers Verlangen hin flacher gespielt –, trat dieser nunmehr öfter als Torschütze in Erscheinung. Bereits in seinem sechsten Spiel, einem 6:1-Auswärtserfolg über die Edmonton Drillers, erzielte er einen Hattrick. Für einen Kopfballtreffer beim 3:2-Sieg über die Tulsa Roughnecks am 20. Juni 1979 wurde er mit dem Preis für das „Tor der Woche“ ausgezeichnet. Innerhalb kürzester Zeit hatte sich der erst später in den Spielbetrieb eingestiegene Müller an die Spitze der Torschützenliste gespielt. Am Ende des Spieljahres reichte es jedoch nicht für den Titel des Torschützenkönigs; hinter Óscar Fabbiani von den Tampa Bay Rowdies und Giorgio Chinaglia von New York Cosmos lag er am Ende auf dem dritten Platz. Mit 19 Toren und 17 Vorlagen in 25 Meisterschaftseinsätzen hatte er es auf 55 Scorerpunkte gebracht. Am Ende des Spieljahres wurde er als bester Spieler der Strikers ausgezeichnet und erhielt als Preis ein Mofa sowie einen Pokal, der sich heute noch immer in den Vereinigten Staaten befindet. Aufgrund eines zweiten Platzes in der Eastern Division der American Conference hatte er sich mit den Strikers für die saisonabschließenden Play-offs qualifiziert, schied in diesen jedoch bereits in den Conference Quarterfinals mit einem Gesamtergebnis von 0:3 gegen Chicago Sting aus. Am Ende hatte es Müller ins NASL All-Stars Second Team gebracht. In der spielfreien Zeit der NASL kehrte Müller im Herbst 1979 für ein halbes Jahr nach München zurück und trainierte mit der Mannschaft des TSV 1860 München. Ein geplanter Transfer zum TSV scheiterte an den finanziellen Forderungen seitens des US-amerikanischen Franchises.

### Karriereausklang in Fort Lauderdale
Um sich neben dem Training fit zu halten, versuchte sich Müller in Racquetball; laut Werner-Johannes Müller vom kicker hat er dies „wie ein Wahnsinniger gespielt, richtig exzessiv“. Für den kicker-Reporter war es zugleich „das letzte Aufflackern seines [Anm.: Gerd Müllers] wirklichen Ehrgeizes“. Als im Januar 1980 Cor van der Hart das Traineramt von Newman übernommen hatte, wurde Müller von diesem, der zu Beginn bekannt gab, ebenfalls kein Englisch zu sprechen, im Spieljahr 1980 weiterhin als Stammkraft in der Angriffsreihe eingesetzt. Nach einem abermaligen zweiten Platz in der Eastern Division der American Conference hatte sich Müller am Ende der regulären Spielzeit mit den Strikers erneut für die saisonabschließenden Play-offs qualifiziert. Bis zu diesem Zeitpunkt hatte es Müller in 29 Ligapartien auf 14 Treffer sowie 8 Torvorlagen gebracht. Mit seinen 14 Toren hatte er genauso viele Treffer wie sein Sturmpartner Teófilo Cubillas erzielt. Nach knappem Weiterkommen gegen California Surf in den Conference Quarterfinals, die Edmonton Drillers in den Conference Semifinals und die San Diego Sockers in den Conference Championships schaffte er mit dem Franchise aus Südflorida den Einzug in die meisterschaftsentscheidende Soccer Bowl ’80. Im Spiel gegen New York Cosmos schickte ihn von der Hart von Beginn an auf das Spielfeld, musste den angeschlagenen Müller jedoch bereits nach 40 Einsatzminuten durch Koos Waslander ersetzen. Die Begegnung endete daraufhin in einer 0:3-Niederlage der Fort Lauderdale Strikers. Insgesamt hatte es der einstige Bomber der Nation in diesem Kalenderjahr auf 36 Einsätze und 16 Tore gebracht. Bei seiner Rückkehr nach München im Herbst 1980 beschwerte sich Müller über die Zustände im US-Fußball. Bereits über die gesamte Spielzeit hatte er mit Bandscheibenproblemen zu kämpfen, wobei er vor allem mit der unzureichenden medizinischen Betreuung – das Franchise beschäftigte keinen Masseur – unzufrieden war. Bei Untersuchungen in der Heimat wurde daraufhin eine teilweise Verknorpelung von Müllers Muskulatur festgestellt. In seiner spielfreien Zeit der NASL blieb der Stürmer in München, wo er unter anderem für die Altherren des FC Bayern München in Erscheinung trat.
Mit der Übernahme des Traineramtes durch den als Wandervogel bekannten Eckhard Krautzun, der kurz zuvor noch den Ligakonkurrenten Houston Hurricane trainiert hatte, endete Müllers Erfolgszeit in Fort Lauderdale, was dieser auch später oftmals in den Medien wiedergab. So bezeichnete er den knapp fünf Jahre älteren Krautzun als den schlechtesten Trainer, den er je hatte. Vor allem aufgrund der Trainingsumfänge – Krautzun ließ die Mannschaft bei Temperaturen zwischen 30 und 40 Grad wie in der Bundesliga trainieren, was Müller jedoch nicht passte – kam der einstige Bayern-Star nicht mit dem neuen Trainer klar. Aufgrund der Flugangst, die Müller schon seit jeher hatte und die sich auch bei den vielen Flügen zu den Ligaspielen innerhalb Nordamerikas nicht gelegt hatte, trat er in der North American Soccer League 1981 nicht mehr so häufig in Erscheinung. Krautzun billigte dies teilweise und ließ ihn vor allem bei Spielen an der Westküste häufig zurück in Florida. Als er Müller jedoch eines Tages zwang, mit nach Vancouver zu fliegen, wo er ihn im Spiel gegen die Vancouver Whitecaps jedoch nicht zum Einsatz kommen und ihn lediglich auf der Tribüne sitzen ließ, verschlechterte sich das Verhältnis der beiden noch mehr.
Mit der Verpflichtung von Branko Šegota, den Krautzun, der damals neben seiner Tätigkeit als Trainer auch der Team Operation Manager der Strikers war, von dem Major-Indoor-Soccer-League-Franchise New York Arrows abwarb, begann der Niedergang Müllers in den Vereinigten Staaten. Krautzun setzte den gebürtigen Kroaten, der bereits kanadischer Nationalspieler und in der vorangegangenen Spielzeit Torschützenkönig der Major Indoor Soccer League war, zumeist anstelle des Deutschen ein. Nachdem die Einsätze immer weniger geworden waren, wurde Müller schließlich zum Politikum, nachdem seine Ehefrau über einen Anwalt eine Sitzung beantragt hatte. Nachdem diese zugunsten des Trainerstabs gelaufen war, musste Müller, der es bislang gewohnt war, nahezu bedingungslos eingesetzt zu werden, um seinen Posten kämpfen. Vor allem in Heimspielen setzte Krautzun weiterhin auf den Bayern, der über das gesamte Jahr hinweg auf lediglich 17 Einsätze und fünf Tore kam. Mit einer 1:2-Auswärtsniederlage gegen die Jacksonville Tea Men am 11. August 1981 beendete Gerd Müller im 36. Lebensjahr seine Profikarriere. Die Strikers hatten es in diesem Jahr abermals in die Play-offs geschafft und unterlagen in diesen im Halbfinale gegen New York Cosmos; Müller war in keinem dieser Spiele mehr im Einsatz. Sein letztes Spiel für die Mannschaft absolvierte er daraufhin bei einer zweiwöchigen Testspieltour in Europa, als er bei einem 0:0-Remis gegen Olympiakos Piräus in Erscheinung trat.

## Nationalmannschaft

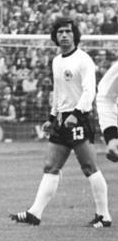
Gerd Müller während des WM-Endspiels 1974

Seine Karriere in der A-Nationalmannschaft begann am 12. Oktober 1966 in Ankara gegen die Türkei. In seinem zweiten A-Länderspiel am 8. April 1967 in Dortmund gegen Albanien erzielte er die ersten 4 seiner 68 Tore in der Nationalelf. In der folgenden Partie, die als die Schmach von Tirana in die deutsche Fußballgeschichte einging, wurde er von Helmut Schön nicht in den Kader berufen.
Der erste Höhepunkt seiner Länderspielkarriere war die Teilnahme an der Weltmeisterschaft 1970 in Mexiko. Bereits in der Vorrunde schoss er sieben Tore. Im Viertelfinale gelang ihm das Siegtor zum 3:2 gegen England. Im anschließenden „Jahrhundertspiel“, dem Halbfinale gegen Italien, erzielte er zwei Tore in der Verlängerung (Endstand 3:4). Als Müller sich bei einem scheinbar schon geklärten Eckball zwischen einen italienischen Verteidiger und den Torwart drängte und den Ball ins Tor spitzelte, kommentierte dies Fernsehreporter Ernst Huberty mit den Worten: „Wenn Sie jemals ein echtes Müller-Tor gesehen haben, dann jetzt.“ Müller wurde bei diesem Turnier mit zehn Treffern Torschützenkönig und im selben Jahr als erster Deutscher mit dem Ballon d’Or als „Europas Fußballer des Jahres“ ausgezeichnet.
1972 wurde er mit der DFB-Auswahl Europameister. Bei diesem Turnier wurde er mit vier Treffern erneut Torschützenkönig.

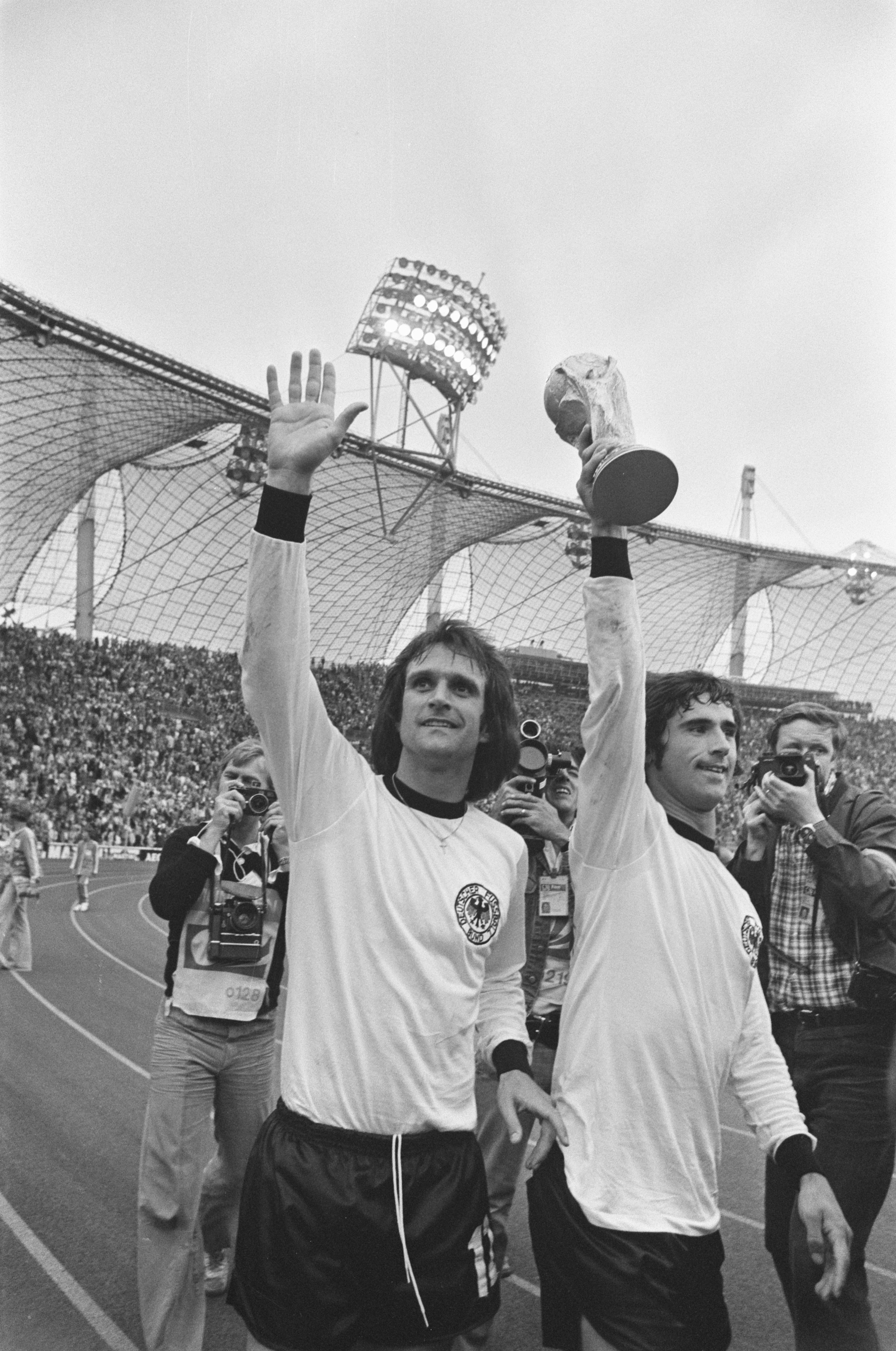
Wolfgang Overath und Gerd Müller (rechts) nach dem Sieg 1974

Die Länderspielkarriere endete am 7. Juli 1974 mit dem Gewinn der Weltmeisterschaft in seinem Heimatstadion in München, wo er im Finale gegen die Niederlande in der 43. Minute das Siegtor zum 2:1 erzielte.
Nach der WM 1974 erklärte Müller nach 62 Länderspielen im Alter von nur 28 Jahren seinen Rücktritt aus der Nationalmannschaft. Einige Quellen bringen seinen Rücktritt in Zusammenhang mit seinen Äußerungen über seine Verärgerung über den DFB. Der DFB hätte nach Ansicht Müllers den Spielerfrauen in den Stadien schlechte Plätze zugewiesen und sie nicht zum Festbankett nach dem gewonnenen WM-Titel eingeladen. Außerdem habe der DFB zu niedrige Prämien („lachhaft“) für einen WM-Erfolg ausgelobt. Müller bestand aber darauf, dass sein Entschluss zum Rücktritt bereits ein Vierteljahr vor der WM gefallen sei, er diese Entscheidung drei Tage vor dem WM-Finale Trainer Helmut Schön mitgeteilt habe und private Gründe für seine Entscheidung maßgeblich gewesen seien. Er habe mehr Zeit mit seiner Frau und seiner damals dreijährigen Tochter Nicole verbringen wollen. Schön habe ihn gebeten, mit der Bekanntgabe bis nach dem Endspiel zu warten. Viele Jahre später erklärte er in einem Interview, dass er fast nie daheim war. Wenn er heimkam, fragte seine kleine Tochter: „Ist der Onkel heute wieder da?“
Mitte April 1976 gab es, nachdem Müller gerade drei wichtige Treffer für den FC Bayern (im Europacup 2:0 gegen Real Madrid und in der Meisterschaft 1:0 gegen den HSV) erzielt hatte, Diskussionen um seine Rückkehr in das Nationalteam, doch er lehnte ab.

## Spielweise
Müllers Beiname „Bomber der Nation“ entsprach kaum seiner Spielweise, sondern eher dem Umstand, dass er nahezu in jedem Spiel mindestens ein Tor schoss. Er war ein klassischer Strafraumstürmer, der nicht von einem kraftvollen Schuss, sondern von seiner unberechenbaren Raffinesse lebte. Sein Markenzeichen war die schnelle Drehung auf engstem Raum, die ihm seine relativ kurzen Beine (78 cm) und der damit verbundene „niedrige Körperschwerpunkt“ ermöglichten. Hatte er sich den nötigen Freiraum verschafft, folgte der überraschende Torabschluss selbst aus ungünstigsten Positionen heraus. Bot sich Müller eine Gelegenheit, überlegte er nicht lange und suchte den direkten Weg zum Torabschluss. Typisch waren sein gutes Gespür für Spielsituationen, seine Reaktionsschnelligkeit sowie sein Vermögen, selbst aus scheinbar unmöglichen Positionen und Lagen Tore zu schießen: aus der Drehung, mit dem Rücken zum Tor, im Laufen, im Liegen, Stehen und Fallen, mit dem Fuß, mit dem Kopf, dem Knie und manchmal sogar mit dem Gesäß. Diese unnachahmliche Art, Tore zu erzielen, nannten die Journalisten „Müllern“. Beispielhaft ist sein nach eigener Aussage „wichtigstes Tor“, das Siegtor im WM-Finale 1974 von München.
Aufgrund dieser unberechenbaren Spielweise stellte Müller die gegnerischen Abwehrspieler vor ein nahezu unlösbares Problem. Gegen seine Drehungen, seine Reaktionsfähigkeit und seine Intuition halfen weder Mann- noch Raumdeckung.

„Müller war kurz, gedrungen, wirkte ungelenk und war nicht erwähnenswert schnell; er passte nie in die herkömmliche Vorstellung von einem großen Fußballer. Aber er hatte eine tödliche Beschleunigung über kurze Entfernungen, ein bemerkenswertes Kopfballspiel und einen unheimlichen Torinstinkt. Seine kurzen Beine gaben ihm einen eigentümlich niedrigen Schwerpunkt. So konnte er sich schnell und mit perfektem Gleichgewicht drehen, in Räumen und mit Geschwindigkeiten, bei denen andere Spieler hinfallen würden. Darüber hinaus verfügte er über die Gabe, Tore in ungewöhnlichen Situationen zu erzielen.“

„Ob im Liegen oder im Sitzen, stehend oder laufend, mit beiden Füßen und Oberschenkeln, dem Knie, dem Po oder auch schon mal mit dem Bauch: Es gab einfach keine Lage, aus der Gerd Müller nicht doch noch ein Tor gemacht hätte.“

## Späteres Leben

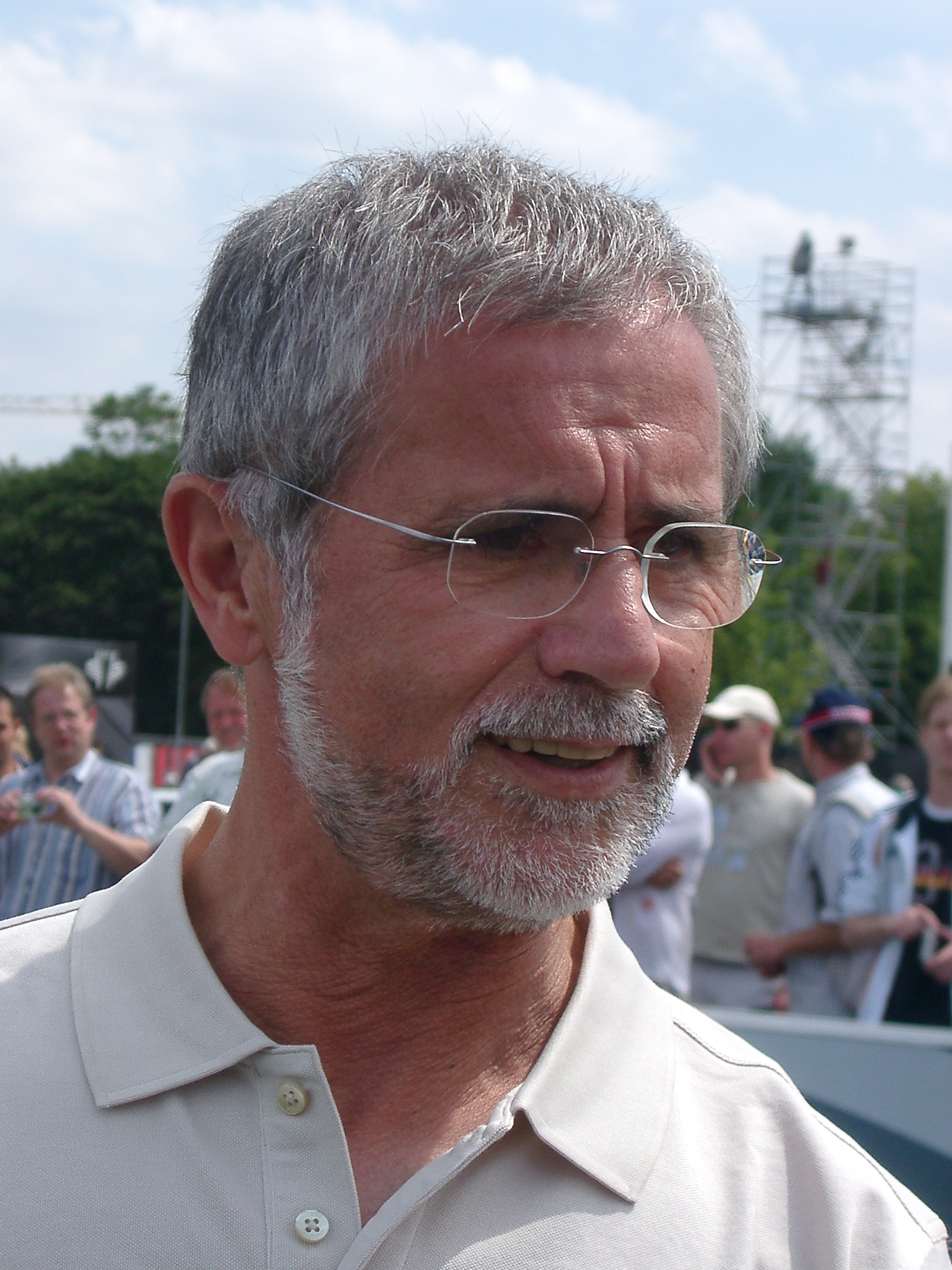
Gerd Müller (2006)

Nach Beendigung seiner Profikarriere blieb Müller mit seiner Familie in Florida. In weiterer Folge schloss er sich dem Amateurteam Smith Brothers Lounge an. Bei diesem trat er weiterhin als torgefährlicher Spieler in Erscheinung und erzielte bis 1982 in 42 Meisterschaftsspielen 33 Tore. Bereits im November 1981 übernahm er gemeinsam mit einem seit Jahrzehnten befreundeten deutschen Ehepaar in Fort Lauderdale ein Steakhouse namens The Ambry, das in Gerd Mueller’s Ambry umbenannt wurde, inzwischen aber nicht mehr seinen Namen trägt. Das Restaurant lebte anfangs vornehmlich von deutschen Besuchern, während die US-Kundschaft ausblieb. Müller fühlte sich in seiner Rolle als prominenter Gastgeber unwohl und verfiel zunehmend dem Alkohol.
Parallel zu seiner Unternehmerlaufbahn spielte er noch weiter auf Amateurebene Fußball und trat mitunter mit weiteren Deutschen beim German-American Soccer Club, einem Klub aus Hollywood, Florida, mit Spielbetrieb in der Golden Coast League in Erscheinung. In dieser Zeit kamen des Öfteren auch deutsche Freizeitmannschaften mit ehemaligen Profis nach Florida, wobei Müller öfters auch für diese Teams und gegen den German-American Soccer Club spielte. In seinen zwei Jahren beim Klub wurde er einmal Meister der Golden Coast League. Des Weiteren war er auch in Hobbymannschaften und sogenannten Thekenmannschaften aktiv.
Im April 1984 kehrte die Familie nach München zurück. Das befreundete Ehepaar blieb weiterhin in Florida und führt The Ambry – Gerd Müllers Name wurde im Laufe der Jahre gestrichen – noch heute (Stand: 2019) als Familienbetrieb. Im Inneren des Restaurants erinnern zahlreiche Fotos und Wimpel aus Müllers Privatbesitz sowie ein auf dem Tresen ausgestellter Goldener Schuh an Müller. Zudem existiert noch heute (Stand: 2019) eine Thekenmannschaft, die den Namen The Gerd Müller Ambry Soccer Team trägt. Zurück in Deutschland verstärkten sich Müllers Alkoholabhängigkeit und private Probleme. Auf Drängen alter Freunde und Mitspieler wie Uli Hoeneß und Franz Beckenbauer begann Müller im November 1991 eine Entziehungskur und erhielt nach deren erfolgreichem Abschluss im Januar 1992 eine Anstellung beim FC Bayern München. Dort arbeitete er als Stürmertrainer im Stab der zweiten Mannschaft unter anderem mit Hermann Gerland und Mehmet Scholl.
Müller litt seit den frühen 2010er Jahren an einer Alzheimer-Demenz. Seinen letzten öffentlichen Auftritt absolvierte er 2013 anlässlich der Verleihung des Sport-Bild-Award für sein Lebenswerk, ohne jedoch selbst das Wort zu ergreifen. Ab Herbst 2014 konnte er nicht mehr als Assistenztrainer arbeiten. Im Oktober 2015, kurz vor Müllers 70. Geburtstag, machte der FC Bayern München die Erkrankung öffentlich und teilte mit, dass Müller schon seit Jahresbeginn professionell betreut werde. In dieser Zeit lebte er bereits in einem Pflegeheim in Wolfratshausen. Am 15. August 2021 starb Gerd Müller dort im Alter von 75 Jahren. Gerd Müller wurde in der Urnenhalle des Friedhofs des Ortsteils Straßlach der Gemeinde Straßlach-Dingharting im Landkreis München bestattet.

## Privates
Im Oktober 1965 lernte er beim Kaffeetrinken am Münchner Ostbahnhof seine spätere Ehefrau Ursula („Uschi“) Ebenböck, die Tochter eines Bauingenieurs und einer Schreibwarenhändlerin, kennen. Sie war zu diesem Zeitpunkt 16 Jahre alt und Müller feierte kurz darauf seinen 20. Geburtstag. 1967 heiratete das Paar, wobei seine Frau, vor allem in seiner Anfangszeit beim FC Bayern München, auch als seine Managerin in Erscheinung trat. 1971 wurde die gemeinsame Tochter geboren.
Müller, dessen Eltern sich als Fahrer und Putzfrau gerade so über Wasser halten konnten, blieb mit seinem Volksschulabschluss in den Augen vieler Funktionäre und Mitspieler oft nur der bildungsferne Mann aus Nördlingen, der in ärmlichen Verhältnissen aufgewachsen war. Er „spürte die Ablehnung und den Hochmut, die ihm aus Teilen der Mannschaft entgegenschlugen, und er litt darunter“, schreibt der Historiker Hans Woller in seiner Biografie Gerd Müller – oder wie das Geld in den Fußball kam. „Keiner kam von so weit unten, kaum einem war die Herkunft aus der Provinz so stark anzumerken.“

## Statistiken und Rekorde

### In der Nationalmannschaft
Gerd Müller erzielte 68 Tore in 62 Länderspielen (eine Quote von 1,097, die bei einer vergleichbaren Anzahl von Spielen nur knapp von Sándor Kocsis übertroffen wurde). In 24 seiner 62 Länderspiele schoss er kein Tor. Er war von 1972 bis 2014 der erfolgreichste Torschütze der deutschen Nationalmannschaft. Im September 2013 zog Miroslav Klose mit Müller gleich. Im Juni 2014 übertraf dieser den gemeinsamen Rekord mit seinem 69. Länderspieltor. Klose benötigte dafür allerdings mit 132 Einsätzen mehr als doppelt so viele Spiele.
Müller ist neben Edmund Conen der einzige Deutsche, der in einem Weltmeisterschaftsspiel einen klassischen Hattrick erzielte. In zwei weiteren Länderspielen gelangen ihm Hattricks, darunter vier Tore hintereinander zwischen der 49. und 65. Minute beim Spiel gegen die Sowjetunion am 26. Mai 1972. Insgesamt erzielte er in vier Spielen je drei und in weiteren vier Spielen je vier Treffer. Damit ist er der deutsche Spieler, dem es am häufigsten gelang, mindestens drei Tore in einem Spiel zu erzielen. Dabei war Müller der Erste, dem es fast 25 Jahre nach dem letzten Viererpack von Ernst Willimowski wieder gelang, vier Tore in einem Länderspiel zu erzielen; nach seinem vierten und letzten Viererpack dauerte es wiederum fast 32 Jahre, bis mit Michael Ballack erneut ein deutscher Spieler vier Tore in einem Länderspiel erzielte.

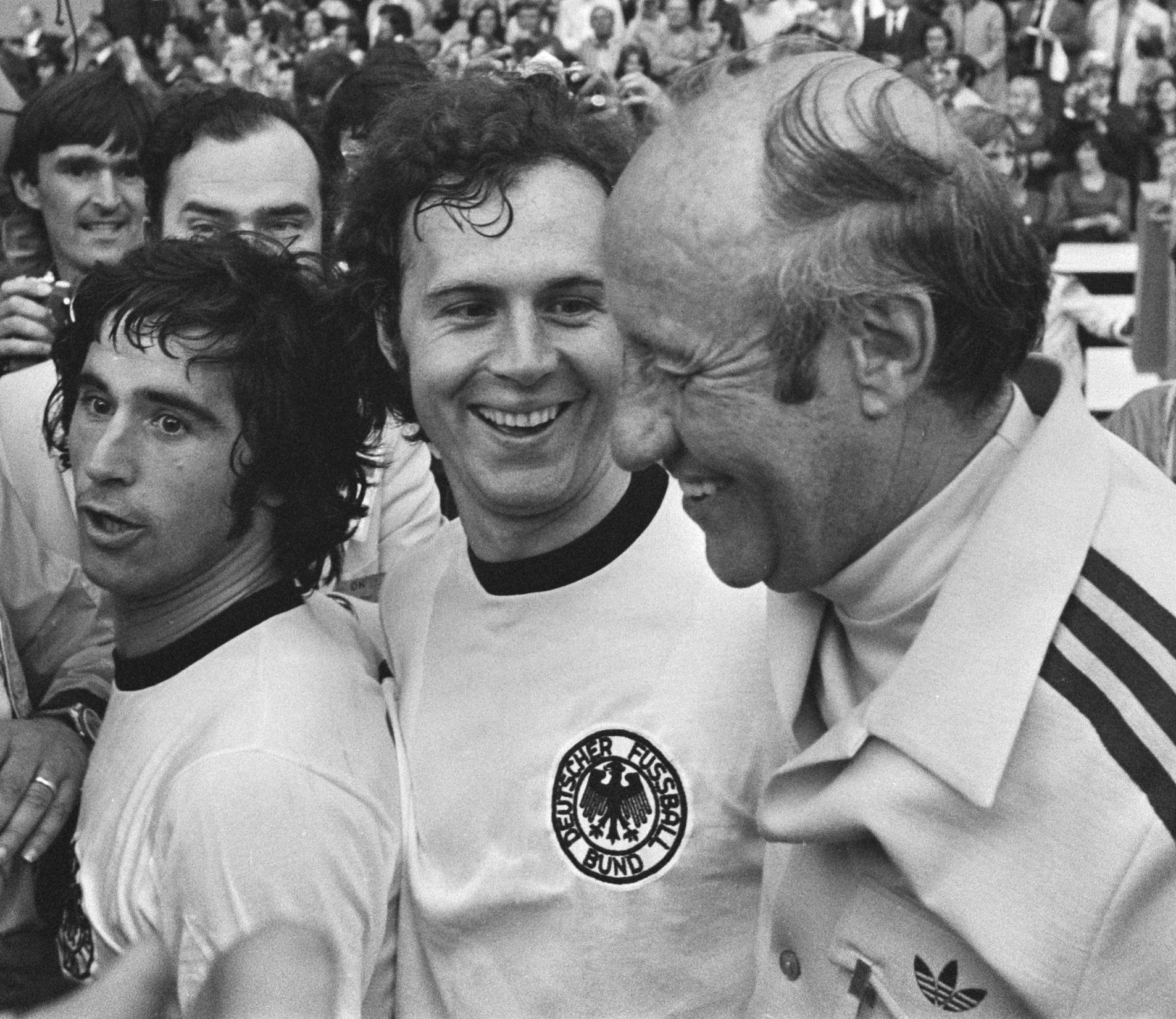
Gerd Müller mit Franz Beckenbauer und Trainer Helmut Schön nach dem Gewinn der Weltmeisterschaft 1974

Er hat bei zwei WM-Teilnahmen, in Mexiko (1970, zehn Tore) und Deutschland (1974, vier Tore), 14 Tore erzielt und belegte in der ewigen WM-Torschützenliste 32 Jahre lang Platz eins. Bei der WM 2006 in Deutschland wurde er vom Brasilianer Ronaldo abgelöst, der bei drei gespielten Weltmeisterschaften insgesamt 15 Tore erzielte. Bei der WM 2010 wurde sein Rekord von Miroslav Klose, dem aktuellen Rekordhalter, im Viertelfinalspiel gegen Argentinien eingestellt und bei der Fußball-Weltmeisterschaft 2014 bei dessen vierter Teilnahme übertroffen. Bessere Quoten als Gerd Müller erzielten nur Just Fontaine bei der WM 1958 mit 13 Toren und Sándor Kocsis bei der WM 1954 mit elf Toren. Nach 1970 konnte kein Spieler mehr als acht Tore bei einem WM-Turnier erzielen, obwohl die besten vier Mannschaften ab 1974 sieben statt sechs Spiele bestreiten müssen.
Bei Europameisterschaften erzielte Müller 16 Tore (in zwölf Spielen, einschließlich Qualifikationsrunden). Zählt man nur die Tore bei Endrunden, ist Müller nicht bei den Besten zu finden, da die EM-Endrunden bis einschließlich 1976 nur aus Halbfinalspielen und Finale bestanden.
Bei der WM 1970 erzielte er beim 5:2-Sieg in der Vorrunde gegen Bulgarien mit dem Treffer zum zwischenzeitlichen 5:1 das 800. Tor der WM-Geschichte.

### Als Vereinsspieler international
In den europäischen Vereinswettbewerben erzielte er 68 Tore in 77 Spielen und führte damit die Rangliste jahrzehntelang an. 34 Treffer gelangen ihm im Landesmeister-Wettbewerb in 35 Spielen, 20 im Pokalsieger-Wettbewerb, 7 im Messepokal, 4 im UEFA-Pokal, 3 im Supercup.
Gerd Müller wurde 1970 mit 38 Toren und 1972 mit 40 Toren jeweils zum besten Torschützen aller europäischen Ligen gekürt und erhielt dafür den Soulier d’Or, den Goldenen Schuh. Im Gegensatz zur Phase von 1996/97 bis heute, in der die Torschützenkönige aus stärkeren Ligen durch Multiplikation mit dem Faktor 2 oder 1,5 bevorzugt werden, schoss Müller damals tatsächlich die meisten Tore aller Spieler in Europa. Außerdem wurde er viermal Torschützenkönig des Europapokals der Landesmeister, was bis zur Einführung der Champions League einen Rekord darstellte.

### Als Vereinsspieler national
Gerd Müller gilt als der bislang erfolgreichste Stürmer der deutschen Fußballgeschichte. Allerdings war Erwin Helmchen mit 982 Toren in 575 Pflichtspielen erfolgreicher als Müller, der auf 735 Tore in 795 Pflichtspielen kam. Er erzielte 365 Tore in 427 Bundesligaspielen (alle für den FC Bayern München) und ist mit sieben Titeln neben Robert Lewandowski Rekordtorschützenkönig der Bundesliga. Dabei gelang es ihm als Erstem (und lange Zeit Einzigem), in drei aufeinander folgenden Spielzeiten (1971/72 bis 1973/74) Torschützenkönig zu werden; erst Robert Lewandowski war gleich fünfmal (in den Spielzeiten 2017/18 bis 2021/22) erfolgreichster Stürmer und zugleich jeweils alleiniger Rekordschütze. Von 1966/67 bis 1977/78 befand sich Gerd Müller zwölf Saisons in Folge unter den besten drei der Bundesliga-Torschützenliste und erzielte dabei jedes Mal mindestens 20 Tore. Gerd Müller hält zudem mit deutlichem Abstand den Bundesliga-Rekord für den höchsten Schnitt von erzielten Toren je Saison. In seinen 14 Bundesliga-Saisons erzielte er im Schnitt 26,07 Tore je Saison.
Bis 2021 hielt er den alleinigen Rekord innerhalb einer Bundesliga-Saison mit 40 Treffern (1971/72). In der Saison 2020/21 zog Robert Lewandowski – einen Spieltag vor Schluss – mit 40 Treffern gleich, ehe Lewandowski mit dem 41. Tor am letzten Spieltag zum neuen Rekordhalter wurde. Außerdem hält Müller die drittbeste Marke (38 Tore 1969/70). Müller erzielte in fünf Spielzeiten mindestens 30 Tore, auch hier zog Lewandowski 2021/22 gleich. Ihm gelang es in fünf Saisons (1969/70, 1971/72, 1972/73, 1975/76, 1976/77), mehr Tore zu erzielen, als Spiele zu absolvieren.
Vom 27. September 1969 bis zum 3. März 1970 erzielte Gerd Müller in 16 aufeinanderfolgenden Bundesligapartien 23 Treffer. Die Torsequenz war wie folgt: 1, 4, 1, 1, 1, 1, 1, 1, 2, 1, 1, 3, 2, 1, 1, 1. (Die Spiele waren nicht in der Sequenz der Spieltage, da Spielverschiebungen und Verletzungspausen zu berücksichtigen sind.)
Ein weiterer, aber eher negativer Rekord Müllers sind die in seiner Bundesligakarriere insgesamt zwölf verschossenen Elfmeter. Kein anderer Bundesligaspieler hat bisher mehr Elfmeter verschossen. Mit seinen 51 verwandelten Elfmetern ist Müller gleichzeitig der Spieler mit den zweitmeisten Elfmetertoren in der Bundesliga.
Im DFB-Pokal schoss Gerd Müller in 62 Spielen 78 Tore, was ebenfalls einen Rekord darstellt. Insgesamt erzielte Gerd Müller in Pflicht- und Freundschaftsspielen 1455 dokumentierte Tore in 1204 Spielen (1,21 Tore/Spiel).
Im Kalenderjahr 1972 erzielte Müller 85 Tore in 60 Pflichtspielen (1,42 Tore pro Spiel). Die Torbestmarke wurde im Jahr 2012 durch Lionel Messi beim FC Barcelona übertroffen (91 Treffer in 69 Pflichtspielen, 1,32 Tore pro Spiel).

### Übersicht
| Verein                   | Liga             | Saison          | Liga   | Liga | DFB-Pokal | DFB-Pokal | Europapokal | Europapokal | Andere | Andere | Gesamt | Gesamt |
| Verein                   | Liga             | Saison          | Spiele | Tore | Spiele    | Tore      | Spiele      | Tore        | Spiele | Tore   | Spiele | Tore   |
| ------------------------ | ---------------- | --------------- | ------ | ---- | --------- | --------- | ----------- | ----------- | ------ | ------ | ------ | ------ |
| TSV 1861 Nördlingen      | Bezirksliga      | 1962/63         | 3      | 4    | –         | –         | –           | –           | –      | –      | 3      | 4      |
| TSV 1861 Nördlingen      | Bezirksliga      | 1963/64         | 28     | 47   | –         | –         | –           | –           | –      | –      | 28     | 47     |
| Gesamt                   | Gesamt           | Gesamt          | 31     | 51   | –         | –         | –           | –           | –      | –      | 31     | 51     |
| FC Bayern München        | Regionalliga Süd | 1964/65         | 26     | 33   | –         | –         | –           | –           | 8 †    | 8      | 34     | 41     |
| FC Bayern München        | Bundesliga       | 1965/66         | 33     | 15   | 6         | 1         | –           | –           | –      | –      | 39     | 16     |
| FC Bayern München        | Bundesliga       | 1966/67         | 32     | 28   | 4         | 7         | 9           | 8           | –      | –      | 45     | 43     |
| FC Bayern München        | Bundesliga       | 1967/68         | 34     | 19   | 4         | 4         | 8           | 7           | –      | –      | 46     | 30     |
| FC Bayern München        | Bundesliga       | 1968/69         | 30     | 30   | 5         | 7         | –           | –           | –      | –      | 35     | 37     |
| FC Bayern München        | Bundesliga       | 1969/70         | 33     | 38   | 3         | 4         | 2           | 0           | –      | –      | 38     | 42     |
| FC Bayern München        | Bundesliga       | 1970/71         | 32     | 22   | 7         | 10        | 8           | 7           | –      | –      | 47     | 39     |
| FC Bayern München        | Bundesliga       | 1971/72         | 34     | 40   | 6         | 5         | 8           | 5           | –      | –      | 48     | 50     |
| FC Bayern München        | Bundesliga       | 1972/73         | 33     | 36   | 5         | 7         | 6           | 11          | 5      | 12     | 49     | 66     |
| FC Bayern München        | Bundesliga       | 1973/74         | 34     | 30   | 4         | 5         | 10          | 8           | –      | –      | 48     | 43     |
| FC Bayern München        | Bundesliga       | 1974/75         | 33     | 23   | 3         | 2         | 7           | 5           | –      | –      | 43     | 30     |
| FC Bayern München        | Bundesliga       | 1975/76         | 22     | 23   | 6         | 7         | 6           | 5           | 1      | 0      | 35     | 35     |
| FC Bayern München        | Bundesliga       | 1976/77         | 25     | 28   | 4         | 11        | 4           | 5           | 4      | 4      | 37     | 48     |
| FC Bayern München        | Bundesliga       | 1977/78         | 33     | 24   | 3         | 4         | 6           | 4           | –      | –      | 42     | 32     |
| FC Bayern München        | Bundesliga       | 1978/79         | 19     | 9    | 2         | 4         | –           | –           | –      | –      | 21     | 13     |
| Gesamt                   | Gesamt           | Gesamt          | 453    | 398  | 62        | 78        | 74          | 65          | 18     | 24     | 607    | 565    |
| Fort Lauderdale Strikers | NASL             | 1979            | 25     | 19   | –         | –         | –           | –           | 2      | 0      | 27     | 19     |
| Fort Lauderdale Strikers | NASL             | 1980            | 29     | 14   | –         | –         | –           | –           | 7      | 2      | 36     | 16     |
| Fort Lauderdale Strikers | NASL             | 1981            | 17     | 5    | –         | –         | –           | –           | –      | –      | 17     | 5      |
| Gesamt                   | Gesamt           | Gesamt          | 71     | 38   | –         | –         | –           | –           | 7      | 2      | 80     | 40     |
| Karriere Gesamt          | Karriere Gesamt  | Karriere Gesamt | 555    | 487  | 62        | 78        | 74          | 65          | 27     | 26     | 718    | 656    |

Anmerkungen
| Nationalmannschaft | Nationalmannschaft | Nationalmannschaft |
| Jahr               | Spiele             | Tore               |
| ------------------ | ------------------ | ------------------ |
| 1966               | 1                  | 0                  |
| 1967               | 4                  | 6                  |
| 1968               | 3                  | 2                  |
| 1969               | 7                  | 9                  |
| 1970               | 12                 | 13                 |
| 1971               | 8                  | 12                 |
| 1972               | 7                  | 12                 |
| 1973               | 8                  | 7                  |
| 1974               | 12                 | 7                  |
| Gesamt             | 62                 | 68                 |

## Titel und Auszeichnungen

### Nationalmannschaft
- Weltmeister: 1974, Dritter 1970
- Europameister: 1972

### Verein
- Regionalliga-Meister: 1965
- Deutscher Meister (4): 1968/69, 1971/72, 1972/73, 1973/74
- DFB-Pokal-Sieger (4): 1966, 1967, 1969, 1971
- Europapokalsieger der Pokalsieger: 1967
- Europapokalsieger der Landesmeister (3): 1974, 1975, 1976
- Weltpokalsieger: 1976

### Persönlich
- Torschützenkönig
  - Bester Torschütze Europas (2): 1970 (38 Tore), 1972 (40 Tore)
  - WM-Torschützenkönig: 1970 (10 Tore)
  - EM-Torschützenkönig: 1972 (4 Tore)
  - Torschützenkönig im Europapokal der Landesmeister (4): 1973 (11 Tore), 1974 (8 Tore), 1975 (5 Tore), 1977 (5 Tore)
  - Bundesliga-Torschützenkönig (7): 1966/67 (28 Tore), 1968/69 (30 Tore), 1969/70 (38 Tore), 1971/72 (40 Tore), 1972/73 (36 Tore), 1973/74 (30 Tore), 1977/78 (24 Tore)
  - DFB-Pokal-Torschützenkönig (3): 1967 (9 Tore), 1969 (7 Tore), 1971 (11 Tore)
- Ballon d’Or („Europas Fußballer des Jahres“): 1970 (Dritter 1969, Zweiter 1972, Dritter 1973)
- Deutschlands Fußballer des Jahres: 1967, 1969
- Mitglied der FIFA 100 (Liste der besten lebenden 125 Spieler der Welt, erstellt von Pelé am 4. März 2004)
- Berufungen in die offizielle FIFA-Auswahl: 1971, 1972, 1973
- Nominierung in die UEFA-Auswahl: 1973
- Wahl ins All-Star-Team der EM 1972
- FIFA-Verdienstorden 1998[69]
- Verdienstkreuz am Bande des Verdienstordens der Bundesrepublik Deutschland: 1977
- Silbernes Lorbeerblatt: 1967
- Tor des Monats:[70] 3/1972, 6/1972, 11/1972, 9/1976, 10/1976
- Tor des Jahres:[70] 1972, 1976
- Kicker Innenstürmer des Jahres: 1974
- Kicker Stürmer des Jahres: 1976
- Goldener Bravo Otto: 1973, 1974
- Silberner Bravo Otto: 1975
- Bronzener Bravo Otto: 1972, 1978
- Einstufung als Weltklasse in der Rangliste des deutschen Fußballs: Sommer 1970, Winter 1970/71, Sommer 1971, Winter 1971/72, Sommer 1972, Winter 1972/73, Sommer 1974, Sommer 1976, Winter 1976/77
- WM-Botschafter für die Stadt München auf dem Weg zur Fußball-Weltmeisterschaft 2006
- Golden Foot – Legende: 2007
- Umbenennung des rund 10.000 Zuschauer fassenden Nördlinger „Stadions im Rieser Sportpark“ in „Gerd-Müller-Stadion“ (2008)
- „Sport-Bild-Award 2013“ („Lebenswerk“)[71][72]
- 2018: Aufnahme in die erste Elf der „Hall of Fame des deutschen Fußballs“ des Deutschen Fußballmuseums.[73]
- Mitglied der Hall of Fame des FC Bayern München
- „Legende des Sports“ 2021 des Deutschen SportpresseBalls[74][75] (posthum)
- Bayerischer Sportpreis 2021 in der Kategorie „Bayerische Sportmomente für die Ewigkeit“ (posthum)[76]
- Bronze-Statue in seiner Heimatstadt Nördlingen, enthüllt am 3. November 2022[77]
- Bronze-Statue vor der Allianz Arena, enthüllt am 12. September 2023[78][79]

## Sonstiges

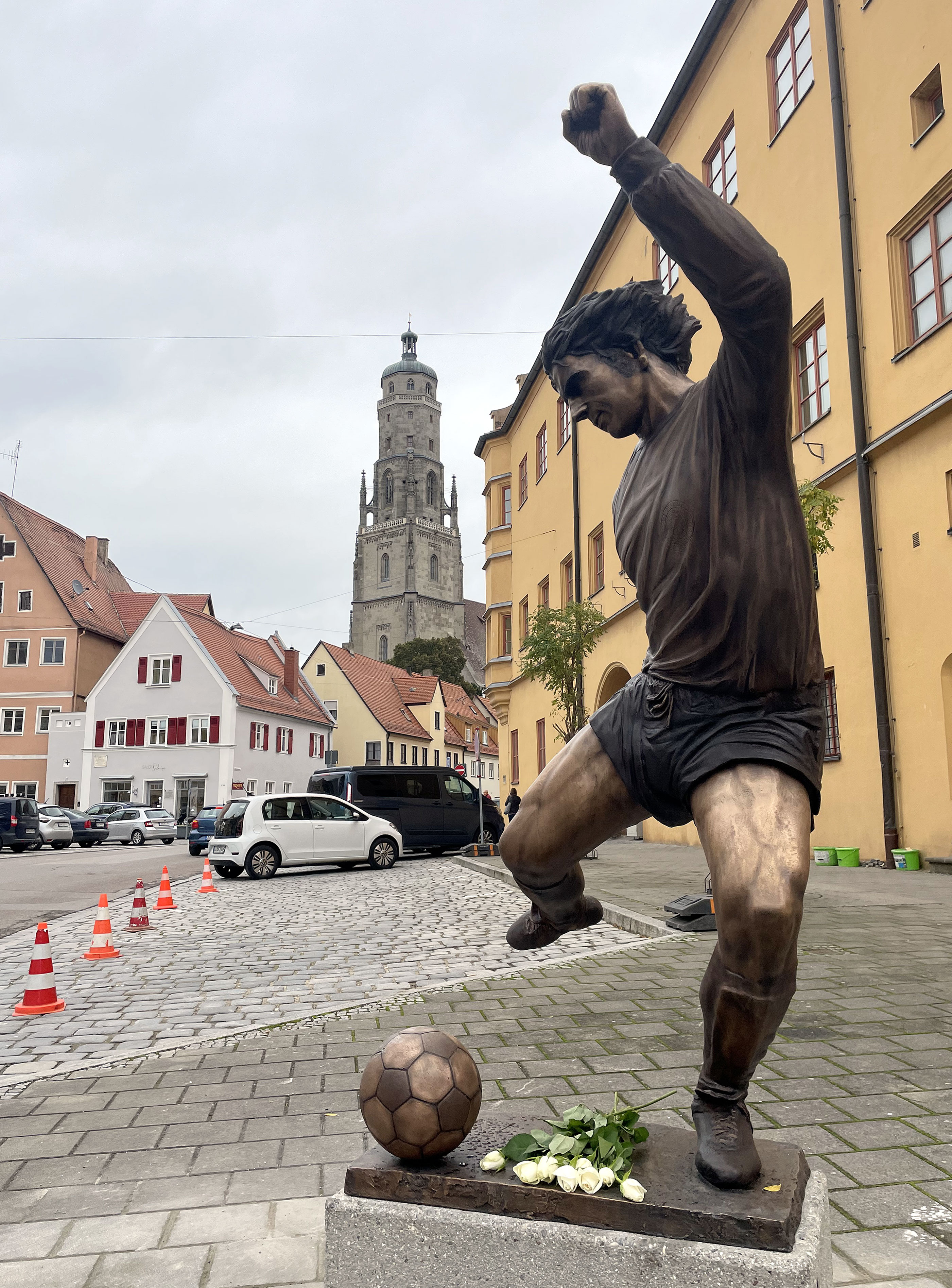
Gerd-Müller-Statue in Nördlingen

- Gerd Müller engagierte sich für das Team der Augsburger Benefiz-Fußballelf Datschiburger Kickers, die sich dem Fundraising für wohltätige Zwecke verschrieben hat.
- Mit dem Lied Dann macht es bumm betätigte sich Müller 1969 als Sänger.[80]
- 1967 spielte Müller (zusammen mit Trainer Čajkovski und Sepp Maier) eine Nebenrolle im Film Wenn Ludwig ins Manöver zieht.
- Der brasilianische Fußballspieler Luís Antônio Corrêa da Costa vom FC São Paulo, der unter anderem selbst auch Fußballweltmeister und Weltpokalsieger wurde, gab sich in Anlehnung an Gerd Müller den Künstlernamen Müller inklusive Umlaut.
- In den 1970er Jahren kam das geflügelte Wort „müllern“ auf. Im Fußball-Lied des bayerischen Liedermachers Fredl Fesl von 1976 heißt es wörtlich: „Plötzlich müllerts vor dem Kasten, das Volk schreit Uwe, wie’s mir scheint. Doch da schießt der Müller knapp daneben, denn er war ja nicht gemeint.“
- Gerd Müller machte in den Jahren 2010 bis 2014 erneut Werbung für Müller-Milch, zusammen mit dem Nationalspieler Thomas Müller.[81] Bereits in den 1970er Jahren nutzte das Unternehmen Müller die Namensgleichheit, um für Buttermilch zu werben.[82]
- Im September 2022 gab das französische Fußballmagazin France Football bekannt, die seit 2021 jährlich gemeinsam mit dem Ballon d’Or vergebene Auszeichnung für den besten Stürmer des Jahres zukünftig als Gerd-Müller-Trophäe (Trophée Gerd Müller) zu vergeben. Die erste Auszeichnung erhielt 2021 Robert Lewandowski, der im gleichen Jahr Müllers Saisonrekord von 40 Bundesligatreffern um ein Tor übertraf.[83]